# Mint (album)
Mint – debiutancki album niemiecko-kanadyjsko-angielskiej piosenkarki i autorki tekstów Alice Merton. Wydany został 18 stycznia 2019 roku poprzez wytwórnie Paper Planes i Mom + Pop Music. Zawiera single "No Roots" i "Lash Out", które poprzednio znalazły się na minialbumie No Roots, "Why So Serious", "Funny Business" i "Learn to Live" wydane odpowiednio 7 września 2018, 30 listopada 2018 oraz 15 stycznia 2019 roku.

## Lista utworów
| Edycja standardowa: Mint | Edycja standardowa: Mint | Edycja standardowa: Mint           | Edycja standardowa: Mint | Edycja standardowa: Mint |
| Nr                       | Tytuł utworu             | Autorzy tekstu                     | Producent                | Długość                  |
| ------------------------ | ------------------------ | ---------------------------------- | ------------------------ | ------------------------ |
| 1.                       | „Learn to Live”          | Alice Merton, Nicolas Rebscher     | Rebscher                 | 3:56                     |
| 2.                       | „2 Kids”                 | Merton, Rebscher                   | Rebscher                 | 3:31                     |
| 3.                       | „No Roots”               | Merton, Rebscher                   | Rebscher                 | 3:55                     |
| 4.                       | „Funny Business”         | Merton, John Hill                  | Hill                     | 3:05                     |
| 5.                       | „Homesick”               | Merton, Rebscher                   | Rebscher                 | 3:16                     |
| 6.                       | „Lash Out”               | Merton, David Bassett              | Rebscher, Bassett        | 3:14                     |
| 7.                       | „Speak Your Mind”        | Merton, Rebscher                   | Rebscher                 | 3:32                     |
| 8.                       | „I Don't Hold a Grudge”  | Merton, Hutchings, Rebscher        | Rebscher                 | 3:39                     |
| 9.                       | „Honeymoon Heartbreak”   | Merton, Michelle Leonard, Rebscher | Rebscher                 | 3:23                     |
| 10.                      | „Trouble in Paradise”    | Merton, Rebscher, Tobias Kuhn      | Rebscher                 | 2:57                     |
| 11.                      | „Why So Serious”         | Merton, Rebscher                   | Rebscher                 | 3:43                     |
|                          |                          |                                    |                          | 38:11                    |

| Reedycja: Mint +4 | Reedycja: Mint +4       | Reedycja: Mint +4                                                                   | Reedycja: Mint +4        | Reedycja: Mint +4 |
| Nr                | Tytuł utworu            | Autorzy tekstu                                                                      | Producent                | Długość           |
| ----------------- | ----------------------- | ----------------------------------------------------------------------------------- | ------------------------ | ----------------- |
| 1.                | „Learn to Live”         | Alice Merton, Nicolas Rebscher                                                      | Rebscher                 | 3:56              |
| 2.                | „2 Kids”                | Merton, Rebscher                                                                    | Rebscher                 | 3:31              |
| 3.                | „No Roots”              | Merton, Rebscher                                                                    | Rebscher                 | 3:55              |
| 4.                | „Funny Business”        | Merton, John Hill                                                                   | Hill                     | 3:05              |
| 5.                | „Easy”                  | Merton, Rebscher                                                                    | Rebscher                 | 3:11              |
| 6.                | „Homesick”              | Merton, Rebscher                                                                    | Rebscher                 | 3:16              |
| 7.                | „Lash Out”              | Merton, David Bassett                                                               | Rebscher, Bassett        | 3:14              |
| 8.                | „Keeps Me Awake”        | Merton, David Vogt, Hannes Buescher, Laila Samuels, Philip Boellhoff, Siphon Sililo | Rebscher                 | 3:12              |
| 9.                | „Speak Your Mind”       | Merton, Rebscher                                                                    | Rebscher                 | 3:32              |
| 10.               | „I Don't Hold a Grudge” | Merton, Hutchings, Rebscher                                                         | Rebscher                 | 3:39              |
| 11.               | „Honeymoon Heartbreak”  | Merton, Michelle Leonard, Rebscher                                                  | Rebscher                 | 3:23              |
| 12.               | „PCH”                   | Merton, Bassett                                                                     | Bassett, Ricardo Bettiol | 3:33              |
| 13.               | „Trouble in Paradise”   | Merton, Rebscher, Tobias Kuhn                                                       | Rebscher                 | 2:57              |
| 14.               | „Why So Serious”        | Merton, Rebscher                                                                    | Rebscher                 | 3:43              |
| 15.               | „Back to Berlin”        | Merton                                                                              | Rebscher                 | 4:22              |
|                   |                         |                                                                                     |                          | 52:29             |

## Notowania
| Terytorium        | Lista (2019)               | Najwyższa pozycja |
| ----------------- | -------------------------- | ----------------- |
| Austria           | Ö3 Austria Top 40 Longplay | 19                |
| Niemcy            | Top 100 Singles            | 2                 |
| Szkocja           | Scottish Albums            | 66                |
| Szwajcaria        | Alben Top 100              | 21                |
| Włochy            | FIMI Albums Chart          | 62                |
| Stany Zjednoczone | Heatseekers Albums         | 3                 |
| Stany Zjednoczone | Independent Albums         | 13                |
| Stany Zjednoczone | Top Album Sales            | 48                |